# Carajía

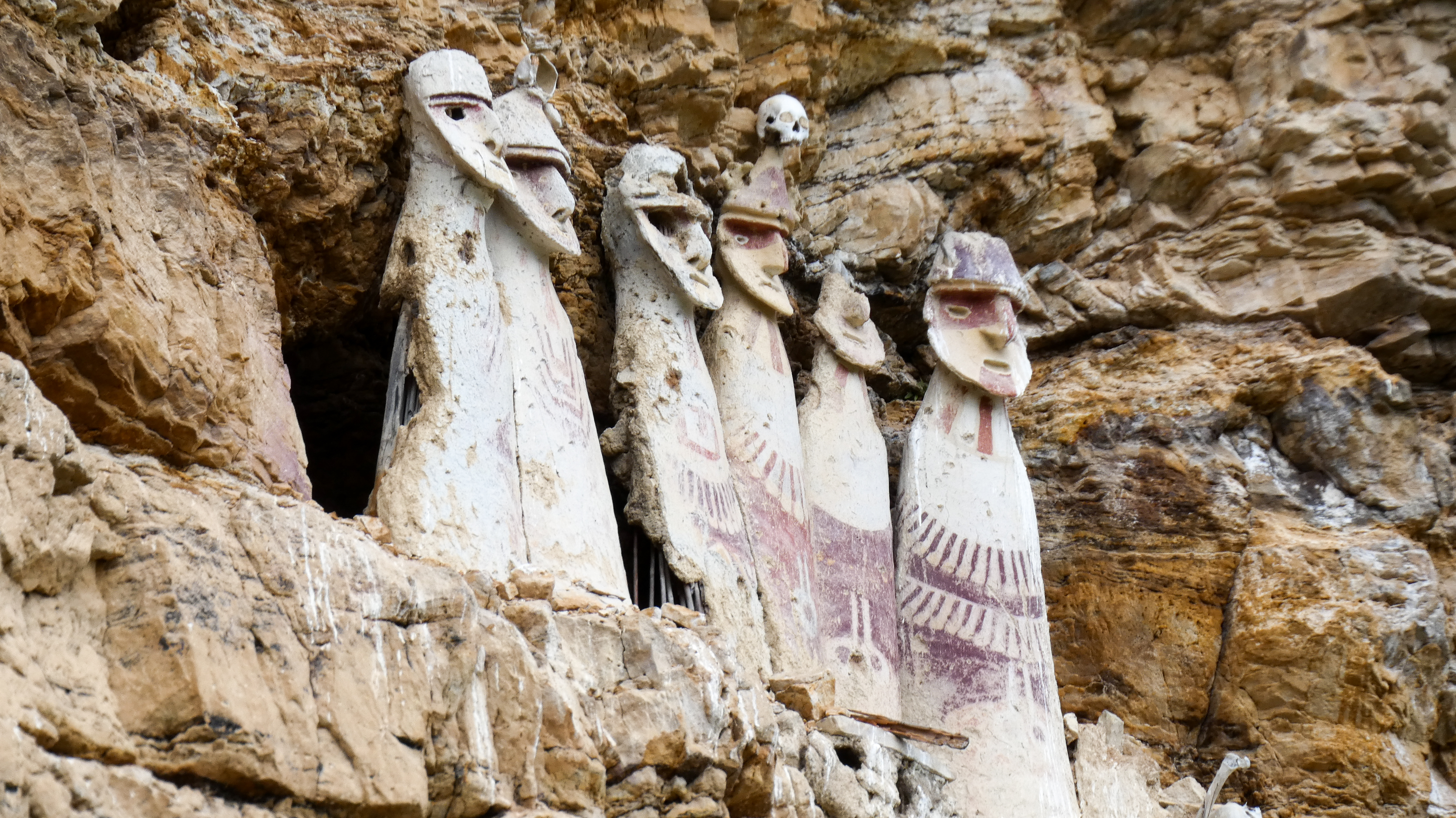
Sarkofager vid Carajía

Carajía eller Sarcófagos de Carajía är en uppsättning sarkofager eller kistor enligt begravningstraditionen för Chachapoyas (Luya och Chillaos) i Peru. De hittades i Karajía-ravinen nära bosättningen Cruzpata i distriktet Trita av arkeologen Federico Kauffmann Doig, efter information han fått av Carlos Torres Mas. Sarkofagerna har mänsklig form och är upptill 2,5 meter höga.
Sedan hos urfolken ”Luya” och ”Chillaos” att använda sarkofager för att begrava sina döda i kistor med mänsklig form, nämndes i den peruanska tidningen Mercurio Peruano 1791. Detta uppmärksammades av Louis Langlois (1939) och arkeologerna Henry och Paule Reichlen (1950). Efter detta väckte detta speciella begravningssätt föga uppmärksamhet hos forskarna. En expedition 1985 ledd av Federico Kauffmann Doig, lyckades lokalisera Karajía, som uppvisade den viktigaste gruppen av sarkofager som var kända fram till dess, och som var intakt.